# Betpak-Dala
Il Betpak-Dala o Betpaqdala (kazako: Бетпақдала, dal turco batpak, «paludoso», o dal persiano bedbaht, «sfortunato», e dal turco dala, «pianura»; russo: Сeверная Голодная степь, letteralmente Steppa della Fame) è una regione desertica del Kazakistan. È situato tra il corso inferiore dei fiumi Sarysu e Chu e il lago Balkhash. A nord, nei pressi dei 46° 30’ N, il Betpak-Dala è delimitato dalla melkosopochnik kazaka (un’area di colline isolate basse e rotondeggianti). Ricopre una superficie di circa 75.000 km².
La regione è costituita da una pianura piatta, leggermente ondulata, di altitudine variabile dai 300 ai 350 m, inclinata generalmente verso sud-ovest. L’altitudine è maggiore nel settore orientale. Nel sud-est, l’altopiano di Zhel’tau raggiunge i 974 m di quota con il monte Dzhambul.
Il settore occidentale del Betpak-Dala è costituito da rocce mesozoiche andate incontro a piegamento e ricoperte da strati orizzontali di rocce friabili (sabbia, arenaria, argilla e conglomerati) del Paleogene. La regione collinare orientale presenta una struttura plicata ed è costituita da una serie di rocce sedimentario-metamorfiche e graniti del Paleozoico inferiore. Il clima è rigorosamente continentale. Le precipitazioni annue si aggirano sui 100–150 mm, dei quali solamente il 15 per cento cade in estate. Le estati sono secche e calde; gli inverni freddi, ma poco nevosi. Le medie di gennaio oscillano tra i -12 e i -14 °C, e le medie di luglio tra i 24 e i 26 °C.
Il territorio è costellato da laghi poco profondi, spesso salati. Le sorgenti di acqua sotterranea che riescono a raggiungere la superficie sono numerose. I suoli predominanti sono i solonchak e i solonetz, terreni di tipo desertico grigio-bruno. La regione occidentale del Betpak-Dala è una distesa desertica argillosa ricoperta da artemisia; piante di Anabasis salsa crescono nelle depressioni colmate da paludi salmastre, mentre Krascheninnikovia ceratoides e Caragana arborescens crescono sulle dune di sabbia. Verso est, il deserto argilloso sfuma in un deserto ghiaioso dove, sulle colline, allignano piante di Salsola arbuscula. Il Betpak-Dala viene sfruttato come terreno da pascolo nei mesi primaverili e autunnali.
Nell’autunno 2014, l’esploratore inglese Jamie Bunchuk ha attraversato il Betpak-Dala nel suo punto di massima estensione longitudinale, dal lago Balkhash a est al fiume Sarysu a ovest. Ha impiegato otto giorni per percorrere una distanza di 305 km, quasi l’equivalente di otto maratone.
Nel maggio 2015 il Betpak-Dala è stato teatro di una epizoozia di pastorellosi che ha portato alla morte di oltre 120.000 saighe, più di un terzo della popolazione mondiale